# Kagome kagome
A Kagome kagome (かごめかごめ vagy 籠目籠目) egy körjáték, melyet társítottak a dallal. A játék manapság is népszerű az gyerekek körében.

## Szövege
"Kagome Kagome" dal

Probléma esetén lásd:Médiafájlok kezelése.
A szövegnek területenként több változata is van. Rengeteg teória létezik a jelentéséről és az eredeti verzióról, de egyik sem tudja minden bizonysággal megmagyarázni.
Mivel a dal eredetileg egyetlen sorba íródott, kandzsik nélkül, ráadásul furcsa stílusban és kétértelmű szavakkal, nem tiszta, mely mondatok vannak kötve, ezzel is utat engedve még több találgatásnak és fejtegetésnek.
| Kandzsi                     | Magyaros átírással                      |
| かごめかごめ 籠の中の鳥は   | Kagome kagome / Kago no naka no tori va |
| いついつ出やる 夜明けの晩に | Icu icu dejaru / Joake no ban ni        |
| 鶴と亀が滑った              | Curu to kame ga subetta.                |
| 後ろの正面だあれ            | Usiro no soumen daare                   |

## Hogyan játsszák?
Választanak egy „onit” (jelentése démon vagy emberevő óriás), aki a kör közepére kerül. Szemét bekötik, vagy ő maga takarja el kezeivel. Körülötte körben állva, egymás kezét fogva sétálnak körbe a többiek, miközben a dalt éneklik. A dal végén az oninak ki kell találnia, ki áll mögötte. Ha helyesen tippel, akkor helyet cserél a mögötte állóval.

## Magyarázat a szöveg jelentésére

### Kagome
- "Kagome" (籠目) – egy kosárban a lyuk
- A „kakome” (körülfog, körülvesz) kissé eltorzulva
- Hagyományos kosárnál lévő lyuk alakja, egy hatszög.

### Kago no naka no tori va
- „Kago” jelentheti azt is, hogy ketrec és azt is, hogy kosár, a kosárban lévő madár pedig ebben a korban általában csirke volt
- Lehetséges, hogy a „tori” feltételezhető metaforája a „torí”, a kago (jellemzően bambuszból font) pedig utalás a bambuszkerítésre, tehát valójában a „bambusszal körülölelt madár” egy Sintó szentély.
- Abban az esetben, ha kagomet a várandós nőként értelmezzük, a madár a kalitkában a meg nem született gyerek.

### Icu icu dejaru
- Akár lehet icu icu deau (Mikor, mikor találkozunk?)
- Lehet: mikor jön ki?
- De akár lehet: mikor tud kijönni?

### Joake no ban ni
- Egyszerűen jelentheti az éjszakát
- Jelentheti, hogy reggeltől estig
- Jelentheti, hogy képtelenség fényt látni
- Jelentheti azt az időszakot, amit vehetnek hajnalnak vagy éjszakának is (kb. 4 óra körül)
- A joake szó szerint jelentheti az éjszaka végét, és az „tiltott” éjszakát. Ez egy céltudatos ellentmondás lehet, hogy egy olyan időszakra utal, ami nem is létezik.

### Curu to kame ga subetta
- A daru és a teknős értelmezhető a szerencse szimbólumaként, így ezek megcsúszása értelmezhető a balszerencse jöttének.
- A daru és a teknős értelmezhető a hosszú élet szimbólumaként, így ezek megcsúszása értelmezhető a halál közeledtének.
- Subetta jelentheti az uralkodás végét, ebben az esetben a daru és a teknős az uralkodót szimbolizálja.
- Lehetséges, hogy egy kiotói gyerekvers, a „curucuru cuppaita” egy sorának módosulása.

### Usiro no soumen daare
- Egyszerűen annyit jelent: ki áll mögötted?
- Lehet úgy értelmezni, hogy „kiáll veled szemben, ha magad mögé nézel?” Ebben az esetben jelképes módon utalnak az erős pozícióban lévő rejtett emberre.
- Lehetséges úgy értelmezni, hogy olyas valaki mondja, akit már lefejeztek és a saját testét nézi.
- Lehet úgy értelmezni, hogy „ki áll mögöttem”, vagyis „ki a hóhérom” olyantól hangzik el, akit hamarosan lefejeznek.

## Teóriák
A dal csak egy játék
Eszerint a csak annyit jelent, hogy a mikor választja ki az oni a következő személyt? Ki áll mögötte?
Egy prostituáltról szól
Itt egy prostitúcióra kényszerített nőt azonosítanak a kalitkába zárt madárral („kago no naka no tori wa”), aki annyi férfit látott már, hogy nem emlékszik mindre. („usiro no soumen dare” rész a sorban következő személyre utal) és arról tűnődik, képes lesz-e megszökni („icu icu dejaru”).
Egy várandós nőről szól
Itt kagomet a egy terhes nővel azonosítják. Valaki lelökte a lépcsőről („curu to kame ga subetta”) , melynek következtében elvetélt. Ezért próbál rájönni, ki ölte meg gyermekét („usiro no soumen daare”).
Egy ítélet végrehajtásról szól
Ezen értelmezés szerint kagome a börtöncella, a madár pedig a rab. A „curu to kame ga subetta” jelképezi az élet és a szerencse végét, míg „usiro no soumen daare” vagy úgy, hogy az elítélt kíváncsi, ki is a hóhérja, vagy úgy, hogy a már levágott fej bámulja saját testét.
Összeesküvés elmélet vagy zsidó elmélet
Több féle összeesküvés elmélet létezik, ám közös bennük, hogy kagomet a Dávid csillaggal értelmezik és a számos úton kapcsolatba hozzá az illuminátus renddel. Néha úgy is olvasták, mint jövőbeni próféciát. Egyesek állították, eredetileg héberül íródott.

## Megjelenése a médiában
- A  Dir en grey japán rock banda 2003-as Shokubeni (蝕紅) c. számának is ez a játék és dal szolgál alapul.
- A vocaloid japán számítógépes éneklőprogrammal alkotott dal címe szintén Kagome Kagome, vagy Cirle you, Circle you, melyet Hatsune Miku és Megurine Luka ad elő. A szám alapjául a dal és a játék szolgált.
- A Touhou 8: Imperishable Night nevezetű játékban, az ötödik pálya témazenéjének címe: Cinderella Cage ~ Kagome-Kagome
- Ugyan ennél a játék szériánál, a Touhou 6: The Embodiment of Scarlet Devilnél, az extra pályánál a főnök Varázs Kártyája (varázs támadás) a Kagome Kagome nevet viseli. A támadás annyiból áll, hogy egy ketrec lövedék foglyul ejti a játékost, ezután pedig összeesnek.
- A Fatal Frame nevezetű horror játékban, a második fejezet elején mutatnak egy gyerek szellemet, aki ezt énekli.
- A Misao nevezetű indie horror játékban egy szellem lány ennek egy részét énekelve követ minket. Ha a játékos felé fordul, akkor felrobbannak. Amúgy teljesen ártalmatlan és a dal vég nélkül ismétlődik.
- A Corpse Party: Book of Shawows nevezetű játékba, a Purgatórium c. fejezetben ez hallható, miközben a főhős felfedezi az óvóhelyet.
- A Terfranigma japán változatában ezt énekelve idézik meg Bloody Maryt. A vers tartalmaz utalásokat arról, melyik baba fog támadni.
- A dal kiemelt helyet foglal el a Remember11 és a Robotics;Notes visual novel-ekben
- A Robotics;Notes c. anime és visual novel-ben gyakran felcsendül a dallam chiptune verziója a szereplők telefonján.
- A Takahashi Rumiko által írt és rajzolt InuYasha c. anime és manga főhősnőjét szintén Kagomenek hívják. Kagome nem szerette a nevét kiskorában, mivel a többi gyerek folyton ugratta, hogy egyezik a neve a dalban szereplő névvel. Az anyja az után adta neki ezt a nevet, hogy születésekor meglátta a Shikon no Tama fényét. Ironikus, hogy a dal összeillik a helyzetével az egész történet alatt.
- A Houkago Hokensitsu mangában az alkotó megemlíti a verset, az egész műben pedig visszatérő motívum a ketreccel kapcsolatos metafora. A manga témájához a vetéléssel kapcsolatos értelmezést veszi.
- A Haruto Ryou által írt Ibitsu c. horror mangában egy kislány gyakran mondogatja, hogy „kagome, kagome”, játszva a dalban lévő névvel és a saját nevével.
- A 2004-es Tactics c. animében 3 rész szól egy hegy istenről, aki a dal segítségével választja ki áldozatait.
- A Ghost Stories (Gakkou no Kaidan) c. animében, a 11. részben énekli egy csapat játék, mikor Satsuki egy Mary nevezetű szellem baba célpontja.
- A Kagome Kagome c. mangában a történetben újra és újra feltűnik a vers mindamellett, hogy a főhős melletti két hősnőt Kagomenek hívják.

## Fordítás
- Ez a szócikk részben vagy egészben  a   Kagome Kagome című angol Wikipédia-szócikk ezen változatának fordításán alapul.  Az eredeti cikk szerkesztőit annak laptörténete sorolja fel. Ez a jelzés csupán a megfogalmazás eredetét és a szerzői jogokat jelzi, nem szolgál a cikkben szereplő információk forrásmegjelöléseként.